# Rudolf Viest
Rudolf Mihály Viest (Nagyrőce, 1890. szeptember 24. – Flossenbürg, 1945.) szlovák tábornok, a Szlovák Nemzeti Felkelés katonai vezetője, ill. a két háború közti Csehszlovákia egyetlen szlovák származású tábornoka.

## Élete
Az első világháborúban a szerb hadseregben szolgált. 1920 és 1939 között a cseh-szlovák hadsereg tisztje, végül a 6. és 7. hadtest parancsnoka. 1933-ban dandártábornokká, 1938-ban hadosztály tábornokká léptették elő. 1938-ban a csehszlovák-magyar kormányközi tárgyalásokban is részt vett, mint a csehszlovák delegáció tagja. 1939-től a szlovák hadsereg tagja, az antifasiszta orientáltságú tisztek közé sorolható. A hazai ellenállással és a londoni emigráns kormánnyal is kapcsolatokat tartott fenn. 1939. március 14-én elsőként írta alá a Szlovákia önállósulása ellen tiltakozó kiáltványt. 1939. augusztus 29-én Magyarországon keresztül Franciaországba emigrált. Októberben a párizsi Csehszlovák Nemzeti Bizottság tagja lett, ill. az emigráns hadsereg parancsnoka. 1940 januárjától a franciaországi 1. csehszlovák divízió parancsnoka és ezen minőségében harcolt a németek ellen. Franciaország megszállása után Angliába menekült. Ekkor a Csehszlovák Állami Tanács tagja és a londoni emigráns kormány minisztere lett. Eduard Beneš követője volt.
1944. június 20-ától a csehszlovák kormánydelegátus helyettese lett felszabadított területen. Augusztus 22-én a Szovjetunióba repült. Október 6-án Moszkván át Besztercebányára ment a 2. csehszlovák ejtőernyős brigáddal a SzNF megsegítésére. Megérkezése után Golian után a szlovákiai 1. csehszlovák hadsereg parancsnoka és a haditanács elnöke lett. Általa az emigráns kormány nagyobb befolyásra próbált szert tenni a katonai vezetésben. Ebben az időben azonban rosszabbodott a katonai helyzet. Október 27-ének éjjelén kiadta Dóvalon a szlovákiai első csehszlovák hadsereg utolsó parancsát, melyben a hegyekbe való visszahúzódásra szólított fel. A parancs azonban már nem jutott el minden harcoló egységhez, emiatt is a harcrend szétesett. 1944. november 3-án Bukócon Goliannal együtt fogságba esett. Besztercebányán és Pozsonyban hallgatták ki, majd Berlinbe hurcolták, ahol a német bíróság halálra ítélte. A flossenbürgeni koncentrációs táborban végezték ki Goliannal együtt.

## Emlékezete

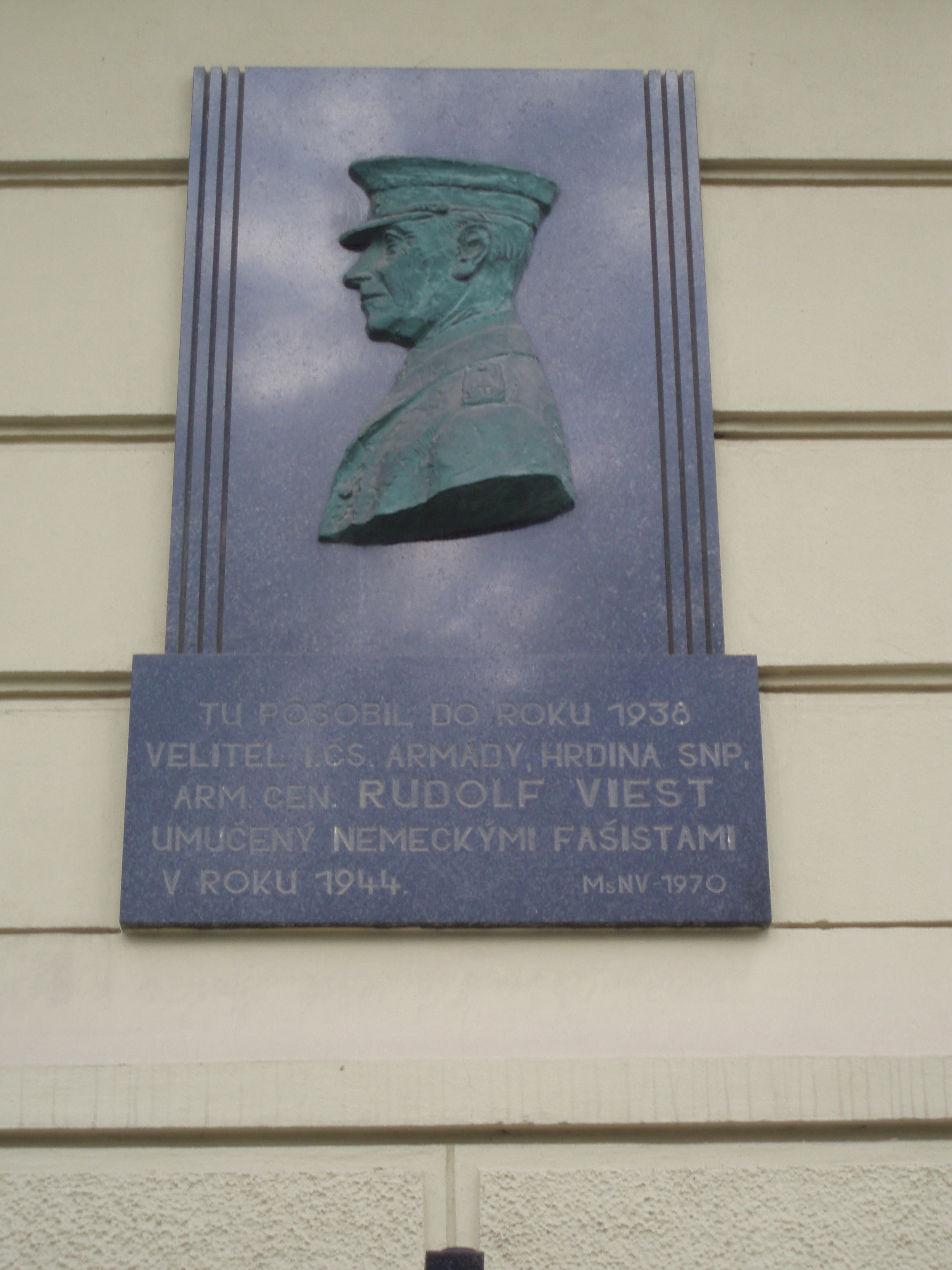
Rudolf Viest emléktábla Kassán, a Békemaraton téren

- Emléktábla Besztercebányán és Kassán

## Kitüntetései
- 1945-ben posztumusz SzNF-rend első osztályával tüntették ki.
- 1945-ben 1939-es cseh-szlovák háborús kereszt
- 1969-ben Vörös zászló-rend
- 1945-ben posztumusz előléptették hadseregparancsnokká
- 1995-ben Ľudovít Štúr-rend I. osztálya